# Energúmeno
Se llama energúmeno a una persona supuestamente poseída por el demonio. Esta palabra griega quiere decir en su origen agitado interiormente.
Según Santo Tomás energúmeno es aquel que por tener un humor melancólico terrestre pierde la razón. Y por esta semejanza, se llaman energúmenos a los endemoniados. Según el mismo Santo todos los catecúmenos son energúmenos por la potestad que el demonio tiene sobre ellos y por cuya razón deben exorcizarse. 
En lenguaje familiar llamamos energúmenos a aquellas personas que se hacen notar por la vehemencia de ciertos sentimientos y la exageración con que los expresan, a todos aquellos que calificamos de frenéticos, arrebatados, coléricos, locos, etc.